# Hemiceras nivosa
Hemiceras nivosa är en fjärilsart som beskrevs av Paul Dognin 1920. Hemiceras nivosa ingår i släktet Hemiceras och familjen tandspinnare. Inga underarter finns listade i Catalogue of Life.